# Uniondale
Uniondale è un sobborgo di Hempstead, città degli Stati Uniti d'America nella contea di Nassau, New York. La località, che è anche un census-designated place, si trova nella zona centrale di Long Island.

## Società

### Evoluzione demografica
Secondo il censimento del 2000, ci sono 23.011 persone, 6.026 nuclei familiari e 4.826 famiglie residenti a Uniondale. La densità di popolazione è 8,676.5 per miglio quadrato (3,352.7 / km²). Ci sono 6.201 unità abitative con una densità media di 2903.5/km².
La composizione etnica di Uniondale vede la presenza di un 26,97% bianchi, 55,53% afroamericani, 0,35% nativi americani, 2,10% asiatici, 0,08% Isolani del Pacifico, 9,95% di altre razze, e 5,01% di due o più razze. Ispanica o di altre razze sono il 22,86% della popolazione. Bianchi non ispanici sono 17,63% della popolazione. A Uniondale vi è un'alta concentrazione di immigrati caraibici.
Ci sono 6.026 nuclei familiari, di cui 39,3% bambini al di sotto dei 18 anni che vivono con i genitori, il 52,9% sono coppie sposate, il 20,9% è composto da donne con marito assente, e il 19,9% sono conviventi. Il 16.0% di tutti i nuclei familiari è composto da singles e 8,5% da singles con più di 65 anni di età. La dimensione media delle famiglie è di 3,66 e le dimensioni della famiglia media è 3,95.
In paese: la popolazione è distribuita con il 26,5% sotto i 18 anni, il 9,7% 18-24, il 29,3% dai 25 ai 44, 21,9% 45-64, e il 12,6% oltre i 65 anni di età o più anziani. L'età media è 35 anni. Per ogni 100 donne ci sono 90,0 maschi. Per ogni 100 donne sopra i 18 anni, ci sono 85,5 maschi.
Il reddito medio per una famiglia a Uniondale è $ 61.410. Gli uomini hanno un reddito medio di $ 32.417 contro $ 31.169 delle donne. Il reddito pro capite è $19.069. Circa 6,0% delle famiglie e 8,8% della popolazione vive sotto la soglia di povertà, tra cui il 9,0% sotto i 18 anni e il 12,9% oltre i 65 anni.